# Indirizzo multicast Solicited-node
Un indirizzo multicast Solicited-Node è un indirizzo multicast IPv6 utilizzato dal Neighbor Discovery Protocol per verificare se un determinato indirizzo IPv6 è già utilizzato nella rete locale, attraverso un processo chiamato DAD (Duplicate Address Detection). Ciò consente al NDP di assegnare indirizzi IPv6 agli host utilizzando il protocollo SLAAC (IPv6 Stateless Address Autoconfiguration) senza il rischio di assegnare indirizzi già in uso. Gli indirizzi multicast Solicited-Node vengono generati dall'indirizzo unicast o anycast IPv6 dell'host e ogni interfaccia deve avere un indirizzo multicast Solicited-Node associato.
NDP invia un messaggio Neighbor Solicitation (ICMPv6 tipo 135) all'indirizzo multicast Solicited-Node dell'indirizzo IPv6 unicast o anycast che prevede di assegnare utilizzando SLAAC. Se un host è presente in quel gruppo, risponderà con un annuncio Neighbor messaggio (ICMPv6 tipo 136). Di conseguenza NDP saprà che l'indirizzo IPv6 unicast o anycast che sta tentando di assegnare è già in uso.
Un indirizzo Solicited-Node viene creato prendendo i 24 bit meno significativi di un indirizzo unicast o anycast e aggiungendoli al prefisso ff02::1:ff00:0 / 104 .

## Esempio
Si supponga un utente abbia indirizzo IPv6 unicast/anycast fe80::2aa:ff:fe28:9c5a . Il suo indirizzo multicast Solicited-Node sarà ff02::1:ff28:9c5a .
```
fe80::2aa:ff:fe28:9c5a           IPv6 unicast/anycast address (compressed notation)
fe80:0000:0000:0000:02aa:00ff:fe28:9c5a   IPv6 unicast/anycast address (uncompressed notation)
                -- ----   the least-significant 24-bits
ff02::1:ff00:0/104             Solicited-Node multicast address prefix
ff02:0000:0000:0000:0000:0001:ff00:0000/104 (uncompressed)
---- ---- ---- ---- ---- ---- --      The first 104 bits
ff02:0000:0000:0000:0000:0001:ff28:9c5a   Solicited-Node multicast address (uncompressed notation)
ff02::1:ff28:9c5a              Solicited-Node multicast address (compressed notation)

```